# Белевское поле
Белевское поле — исторический район на юго-востоке Санкт-Петербурга. Расположен в Невском районе города. Границами являются улица Седова, проспект Александровской Фермы, Белевский проспект, бульвар Красных Зорь.

## Наименование
Название известно с начала XX века, происходит от фамилии землевладельца Чарльза Дав. Белля.

## История
В конце XVIII — начале XIX века в восточной части Белевского поля сооружена так называемая Куракина дача и разбит обширный сад.
В советское время у местных жителей поле звали «страна дураков», из-за множества здесь пивных ларьков.
Застроено в 1950–1960-е годы типовыми жилыми домами, но название сохранялось вплоть до 1970-х годов.

## Транспорт
До Белевского поля можно добраться от станций метро:  «Пролетарская» (пешком 2 км),  «Ломоносовская» (1,5 км).